# Château de Gréoux-les-Bains
Le château dit des Templiers est situé sur le territoire de la commune française de Gréoux-les-Bains, dans le département français des Alpes-de-Haute-Provence en région Provence-Alpes-Côte d'Azur.

## Historique

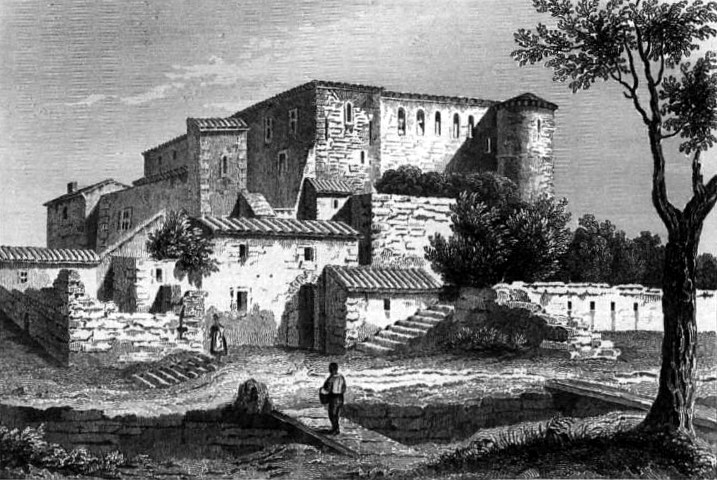
Gravure du château de Gréoux-les-Bains en 1838.

Le château dit des Templiers (mais ne leur ayant jamais appartenu) possède des parties allant du XIIe au XVIIe. Il appartient aux comtes de Provence à partir de 1248, puis aux Hospitaliers de Saint-Jean de Jérusalem. Il est acheté par la commune au début des années 1980. On raconte que les Templiers avaient décidé de construire un château à Gréoux pour les vertus de ses eaux, bénéfiques à la convalescence des chevaliers blessés.
Outre la légende des Templiers, une autre concerne l’existence d’un souterrain partant de la citerne pour rejoindre les caves du village, tout aussi infondée.
Il fait l'objet d'un classement au titre des monuments historiques depuis 1840.

## Architecture
Le château est construit autour d’une cour rectangulaire. L’enceinte est renforcée d’une tour ronde (nord-est) et d’un donjon carré (nord-ouest), qui peut dater du XIIe siècle. Ses défenses sont encore améliorées au XVIe siècle, avant qu’il soit modifié pour apporter plus de confort à ses habitants.

## Culture
L'été ont lieu au château des concerts, représentations théâtrales.
Des expositions ont lieu à la salle des gardes du château toute l'année.